# Orthopelma ovale
Orthopelma ovale är en stekelart som först beskrevs av Léon Abel Provancher 1874.  Orthopelma ovale ingår i släktet Orthopelma och familjen brokparasitsteklar. Inga underarter finns listade i Catalogue of Life.